# کاتارینا بوم
کاتارینا بوم (انگلیسی: Katharina Böhm؛ زادهٔ ۲۰ نوامبر ۱۹۶۴) بازیگر اهل اتریش است.
ایفای نقش اخیر او شامل چهار نقش متفاوت در قسمتهای مختلف مجموعه تلویزیونی آلمانی روباه پیر (در ایران با نام کاراگاه کاستر) بین سال‌های ۲۰۰۲ تا ۲۰۱۰ و فیلم دوست من است.